# Santa Ana la Real
Santa Ana la Real er en by og kommune i det sydvestlige Spanien i provinsen Huelva. Den har et indbyggertal på 472 (2024) indbyggere.